# Şükrü Ersoy
Şükrü Ersoy (Kadıköy, 14 de janeiro de 1931) é um ex-futebolista e treinador turco, que atuava como goleiro.

## Carreira
Şükrü Ersoy fez parte do elenco da Seleção Turca de Futebol que disputou a Copa do Mundo de 1954.

## Ligações Externas
- Perfil em FIFA.com (em inglês)